# Независни учесници на Олимпијским играма
Као независни учесници (или индивидуални учесници) под олимпијском заставом учествовали су, у неколико наврата, спортисти из држава чији НОК у том тренутку није био оформљен или је био суспендован из одређених разлога. Први пут су учествовали 1992. у Барселони, а укупно су
остварили три учешћа и освојили три медаље, једну сребрну и две бронзане.

## Барселона 1992.
На Летњим олимпијским играма 1992. у Барселони су као независни такмичари (под МОК-овим кодом IOP) учествовали спортисти из СР Југославије и Македоније зато што су Уједињене нације увеле међународне санкције СР Југославији, а Олимпијски комитет Македоније још није био оформљен. Учествовало је 58 такмичара и освојене су три медаље, све у стрељаштву. Слична ситуација је била на Параолимпијским играма исте године, када су учествовали као независни такмичари параолимпијци из истих земаља.

## Сиднеј 2000.
Као индивидуални такмичари (IOA) на Летњим олимпијским играма 2000. у Сиднеју је учествовало четири спортиста из Источног Тимора, јер је та држава у том периоду била у процесу стицања независности и није имала формиран НОК. Такође су два индивидуална такмичара из Источног Тимора учествовала на параолимпијским играма.

## Лондон 2012.
Након распуштања Холандских Антила 2010. године, расформиран је и Олимпијски комитет Холандских Антила. Троје спортиста који су већ остварили пласман на Летње олимпијске игре 2012. у Лондону (а нису, као неки, узели држављанство Холандије) су добили право учешћа као независни такмичари (IOA). Под олимпијском заставом се такмичи и један спортиста из Јужног Судана, који, од стицања независности годину дана раније, нема оформљен национални олимпијски комитет.

## Освајачи медаља
| Медаља | Такмичар(и)       | ЛОИ                  | Спорт      | Дисциплина                        |
| ------ | ----------------- | -------------------- | ---------- | --------------------------------- |
| Сребро | Јасна Шекарић     | 1992. Барселона      | Стрељаштво | 10 ваздушни пиштољ, жене          |
| Бронза | Аранка Биндер     | 1992. Барселона      | Стрељаштво | 10 ваздушна пушка, жене           |
| Бронза | Стеван Плетикосић | 1992. Барселона      | Стрељаштво | 50 МК пушка лежећи став, мушкарци |
| Злато  | Фехаид Алдехани   | 2016. Рио де Жанеиро | Стрељаштво | Дупли трап, мушкарци              |
| Бронза | Абдулах Алрашиди  | 2016. Рио де Жанеиро | Стрељаштво | Скит, мушкарци                    |

## По играма
| ЛОИ                  | Број такмичара | Злато | Сребро | Бронза | Укупно | Ранг |
| 1992. Барселона      | 58             | 0     | 1      | 2      | 3      | 44   |
| 2000. Сиднеј         | 4              | 0     | 0      | 0      | 0      | -    |
| 2012. Лондон         | 4              | 0     | 0      | 0      | 0      | -    |
| 2016. Рио де Жанеиро | 9              | 0     | 0      | 0      | 0      | ?    |
| Укупно               | 75             | 1     | 1      | 3      | 5      | ?    |

## Остала такмичари под олимпијском заставом
Под сличном ситуацијом су били такмичари из држава бившег Совјетског Савеза, које до зимским и летњих олимпијских игара 1992. године нису имале формиран НОК, па су се заједно такмичили као Уједињени тим под олимпијском заставом, а на церемонији доделе медаља је, након додељене златне медаље, свирала олимпијска химна.
Услед мигрантске кризе и повећаног броја избеглица широм света, МОК је одлучио да формира Олимпијски избеглички тим за Летње олимпијске игре у Рио де Жанеиру. Тим путем је пружена шанса спортистима пореклом из Африке и Блиског истока који у том тренутку нису имали дом и национални тим, да се такмиче под олимпијском заставом и буду део олимпијског покрета.
МОК је 2017. године суспендовао Олимпијски комитет Русије због систематски организоване манипулације антидопинг системом, а „чисти” руски спортисти су могли да учествују на Зимским олимпијским играма 2018. у Пјонгчангу под олимпијском заставом унутар формираног тима под називом Олимпијски спортисти из Русије.